# Briis-sous-Forges
Briis-sous-Forges là một xã ở tỉnh Essonne thuộc vùng Île-de-France miền bắc nước Pháp.
Theo điều tra dân số năm 1999, dân số xã này là 3.211.
Danh xưng cư dân địa phương Briis-sous-Forges trong tiếng Pháp là Brissois.